# Lessor
Lessor Group er leverandør af it-løsninger til håndtering af løn, tidsregistrering, HR og vagtplanlægning til små og store virksomheder. Udover selskaberne Lessor A/S og Lessor GmbH består Lessor Group også af Danske Lønsystemer A/S, som står bag det online lønsystem Danløn. 
Lessor blev stiftet i 1972 af William Fich, der fungerede som direktør frem til 1992. Indtil 2016 var Lessor ejet af familien Fich.
I 2016 blev Lessor Group opkøbt af kapitalfonden Axcel, som allerede solgte Lessor Group videre til det amerikanske firma Paychex inc. i marts 2018.
Lessor havde i 2018 130 medarbejdere (mod 106 medarbejdere i 2017). I 2014 var firmaets samlede omsætning 124,9 millioner kroner. Frem til 2017 steg omsætningen til ca. 170 millioner kroner. Firmaet har leveret løsninger til over 50.000 virksomhedskunder, heraf de godt 45.000 i Danmark. Lessors kunder er hovedsagligt private, men Lessor har også i et mindre omfang offentlige kunder. I 2015 havde firmaet 47 offentlige kunder og Lessors markedsandel for lønsystemer til offentlige kunder i Danmark blev samme år vurderet til at ligge mellem 0-5%.
Peter Colsted var fra 2016-2019 administrerende direktør for hele Lessor Group. I december 2019 overtog Henrik Basso Reichsthaler Møller posten som administrerende direktør.
I 2006 modtog virksomheden Realkredit Danmarks Kloge m2 pris for de klimatiltag, der var anvendt på Lessors hovedkontor i Allerød.